# شارلوت پریاند
شارلوت پریاند (۲۴ اکتبر ۱۹۰۳–۲۷ اکتبر ۱۹۹۹) معمار و طراح فرانسوی بود. کار وی با هدف ایجاد فضاهای کارآمد برای زندگی بود با این عقیده که طراحی بهتر به ایجاد جامعه بهتر کمک می‌کند. وی در مقاله خود با عنوان " هنر زندگی" (به فرانسوی: "L'Art de Vivre ")، در سال ۱۹۸۱، اظهار داشت: "گسترش هنر سکونت هنر زندگی است - زندگی در هماهنگی با ژرف‌ترین نیازهای انسان و با محیط پذیرفته شده یا ساختگی وی."

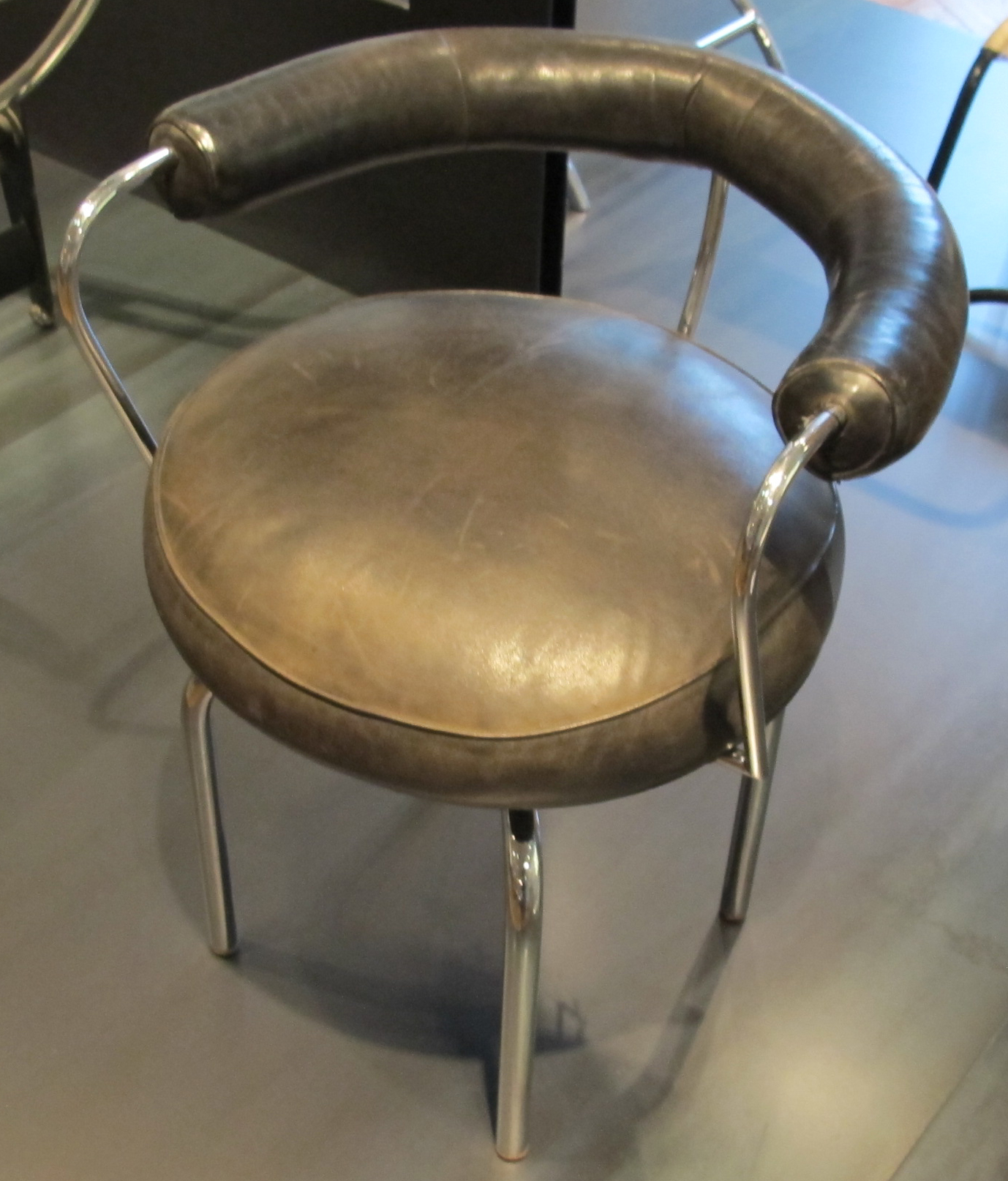
Siège pivotant (1927), Musée des Arts Décoratifs, Paris

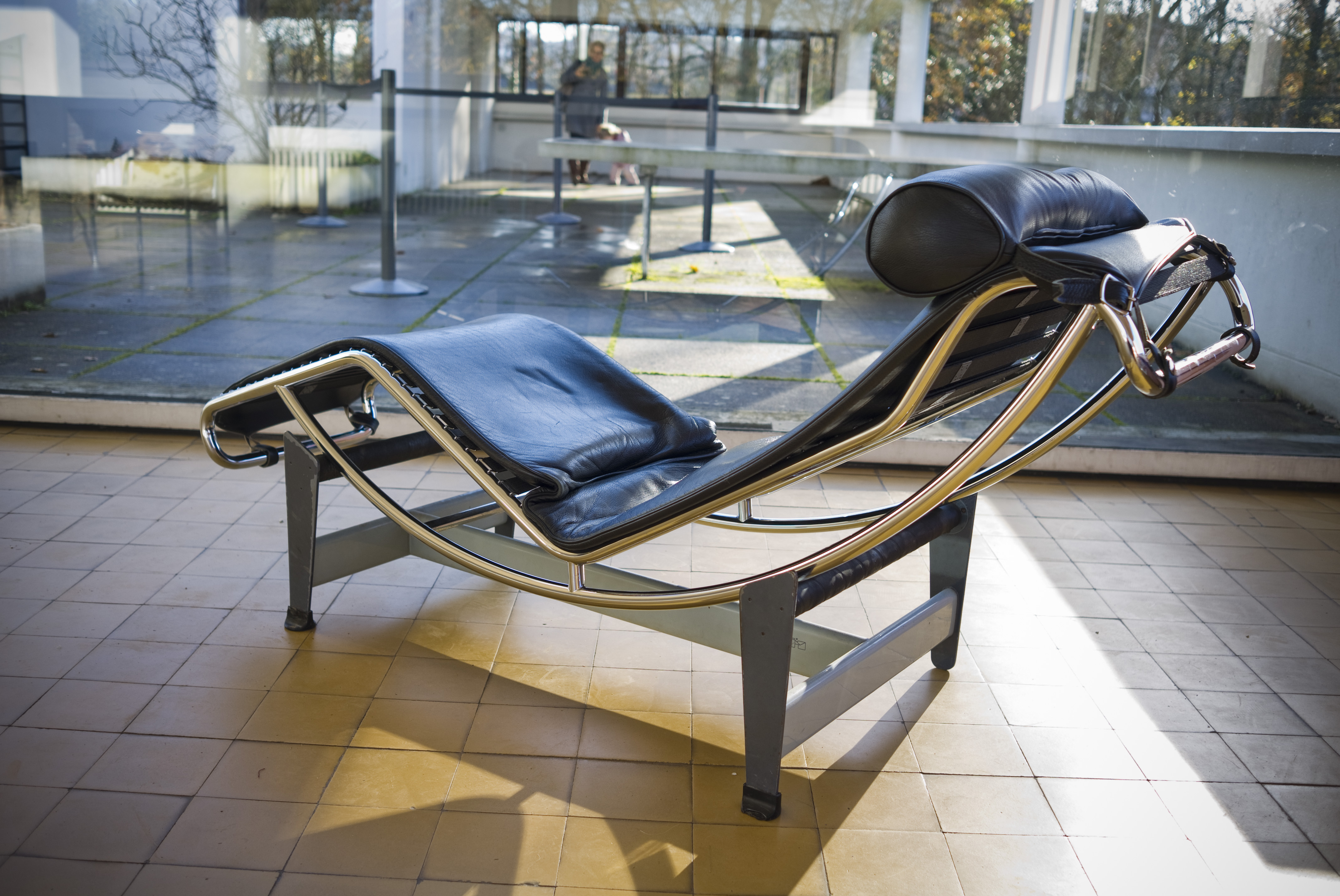
Chaise Longue توسط Charlotte Perriand و Le Corbusier

## آلبوم عکس

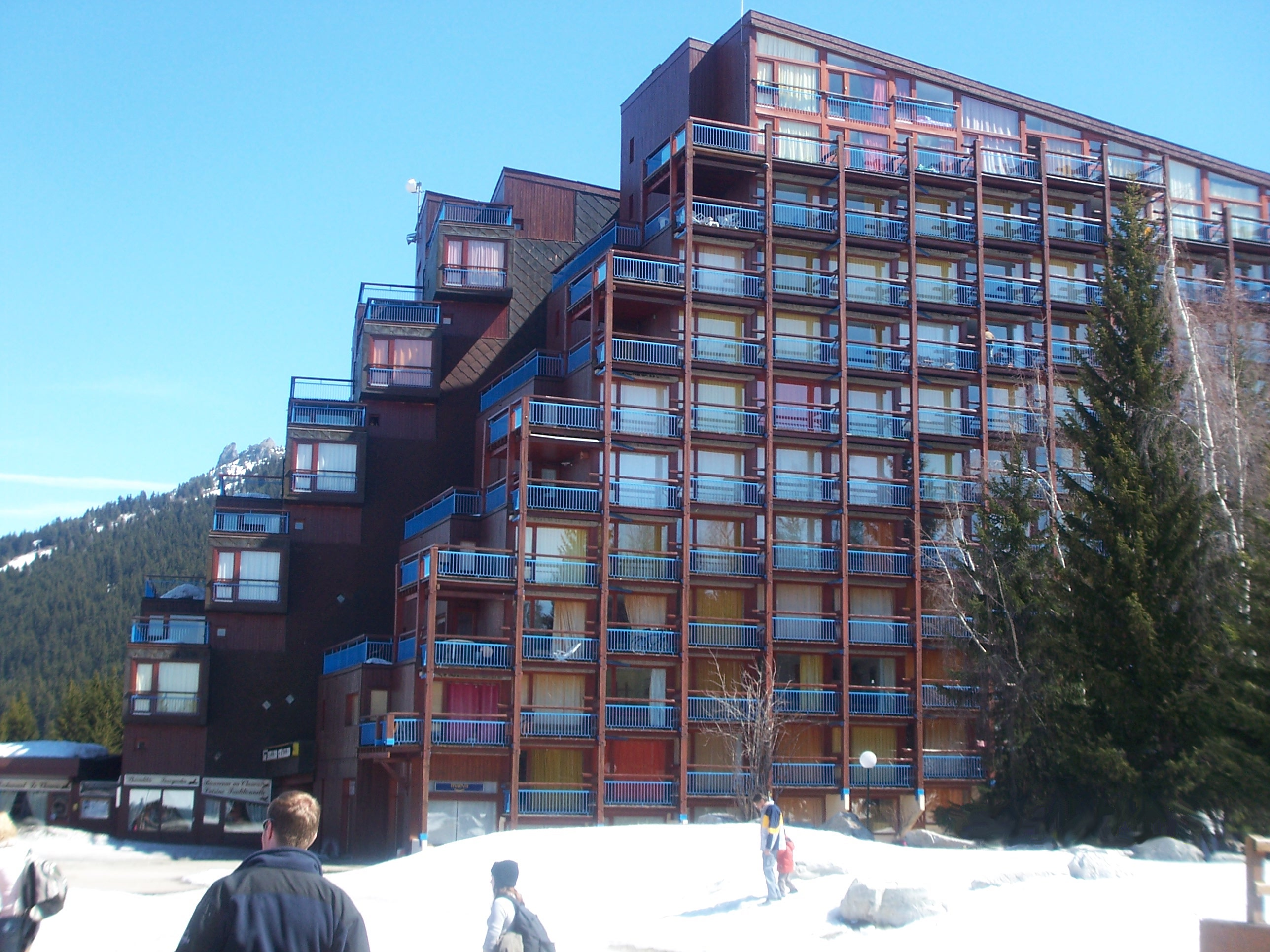
Les Arcs 1800
نمای آکسومتری از یک واحد معمولی در Unité d'Habitation
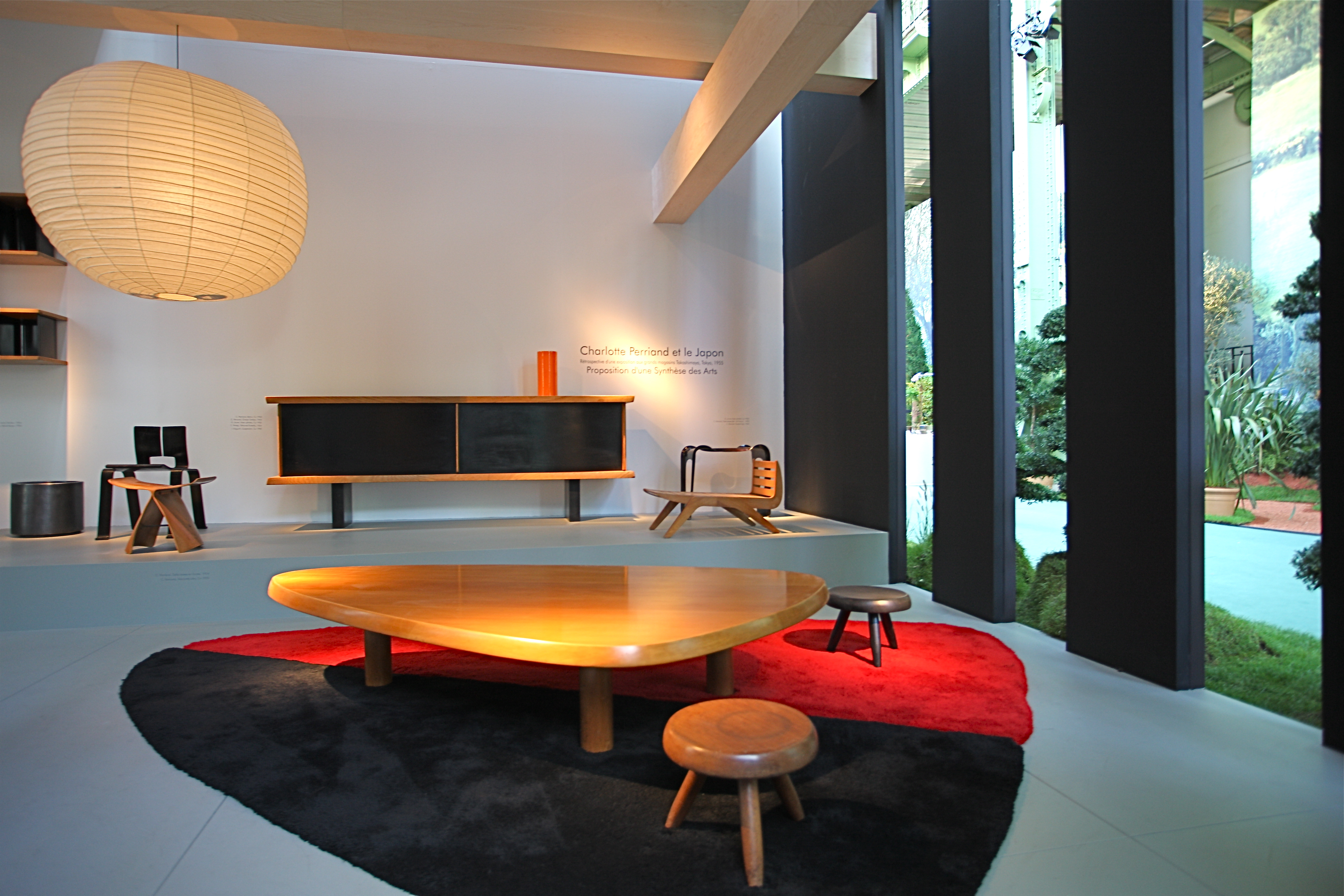
طراحی داخلی (مبلمان) شارلوت پریاند

## کتابشناسی - فهرست کتب
- شارلوت پریاند توسط الیزابت ودرن. Assouline، نوامبر ۲۰۰۵ شابک ‎۲−۸۴۳۲۳−۶۶۱−۴ شابک 2-84323-661-4.
- شارلوت پریاند: زندگی آفرینش توسط شارلوت پریاند. موناکلی، نوامبر ۲۰۰۳. شابک ‎۱−۵۸۰۹۳−۰۷۴−۳ شابک 1-58093-074-3.
- شارلوت پریاند: هنری از زندگی توسط مری مک لود. Harry N. Abrams, Inc.، دسامبر ۲۰۰۳. شابک ‎۰−۸۱۰۹−۴۵۰۳−۷ شابک 0-8109-4503-7.
- Charlotte Perriand and Photography: A Eye-Angle Eye توسط ژاک بارساک. پنج قاره، فوریه ۲۰۱۱. شابک ‎۹۷۸−۸۸−۷۴۳۹−۵۴۸−۴ شابک 978-88-7439-548-4.
- Charlotte Perriand: Livre de Bord توسط آرتور روژ. بازل: بیرخوزر (مطبوعات معماری پرینستون)؛ چاپ اول، دسامبر ۲۰۰۴. شابک ‎۳−۷۶۴۳−۷۰۳۷−۸ شابک 3-7643-7037-8.
- شارلوت پریاند: پیشگام مدرنیست توسط شارلوت بنتون. موزه طراحی، اکتبر ۱۹۹۶. شابک ‎۱−۸۷۲۰۰۵−۹۹−۳ شابک 1-872005-99-3.
- Charlotte Perriand: Un Art D'Habiter، ۱۹۰۳–۱۹۵۹ توسط ژاک بارساک. نسخه‌های نورما، ۲۰۰۵. شابک ‎۹۷۸−۲−۹۰۹۲۸۳−۸۷−۶ شابک 978-2-909283-87-6.
- Die Liege LC4 von Le Corbusier, Pierre Jeanneret and Charlotte Perriand (طراحی-Klassiker) توسط ولکر فیشر. بازل: بیرخوزر. شابک ‎۳−۷۶۴۳−۶۸۲۰−۹ شابک 3-7643-6820-9.
- از Tubular Steel تا Bamboo: Charlotte Perriand , Chaise-Longue Chaise-Longue و ژاپن توسط شارلوت بنتون. مجله تاریخ طراحی VOL.11، شماره 1 (1998).
- هینچمن، مارک: تاریخچه مبلمان. نیویورک: کتاب Fairchild، ۲۰۰۹. صص ۴۹۳–۴۹۶. چاپ.
- بارساک، ژاک: شارلوت پریاند: آثار کامل. دوره ۲: ۱۹۴۰–۱۹۵۵. زوریخ: Scheidegger & Spiess، ۲۰۱۵. شابک ‎۹۷۸−۳−۸۵۸۸۱−۷۴۷−۱ شابک 978-3-85881-747-1.